# Sapieha-Palast (Warschau)

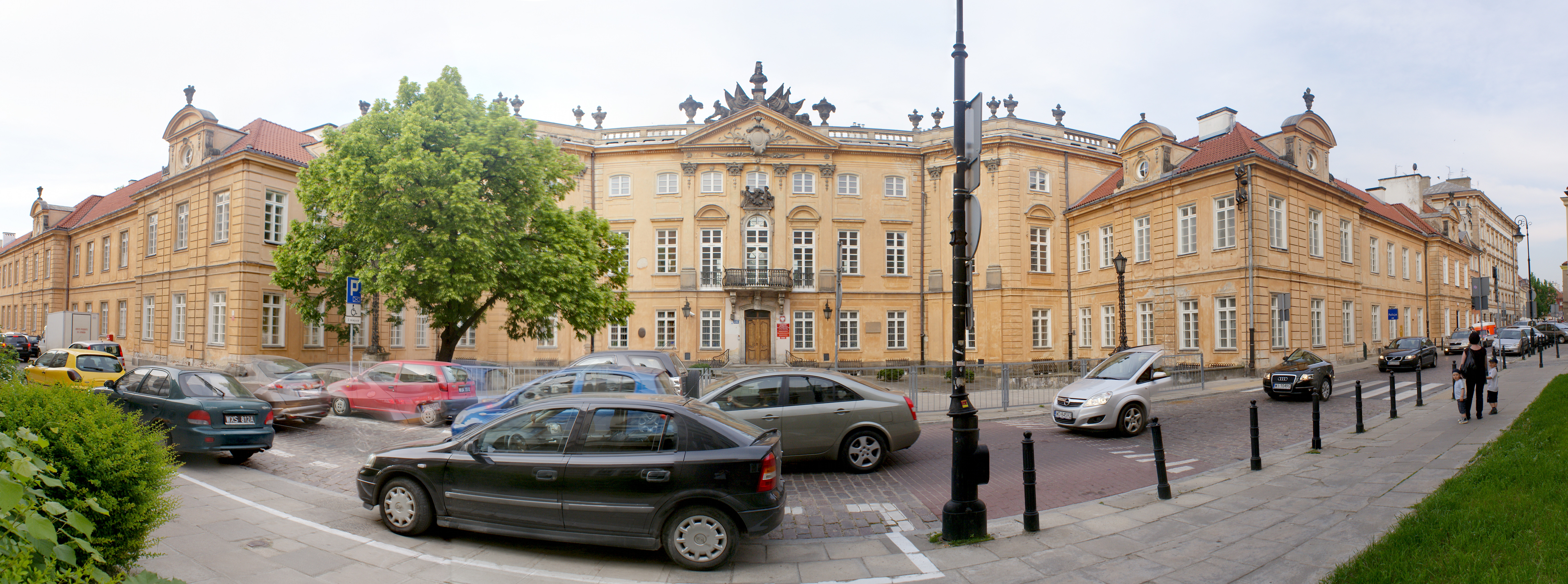
Die Frontfassade

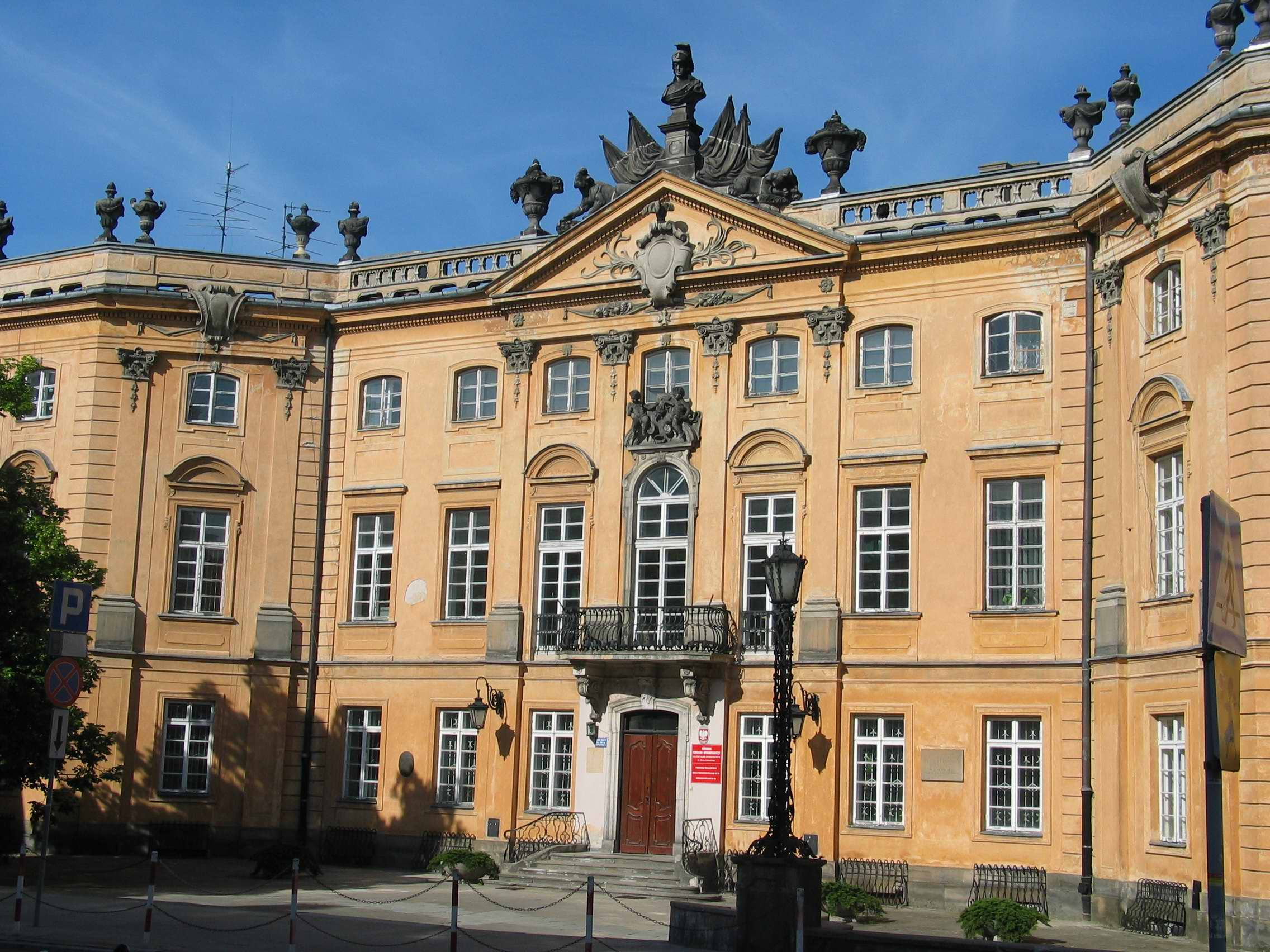
Die Frontfassade

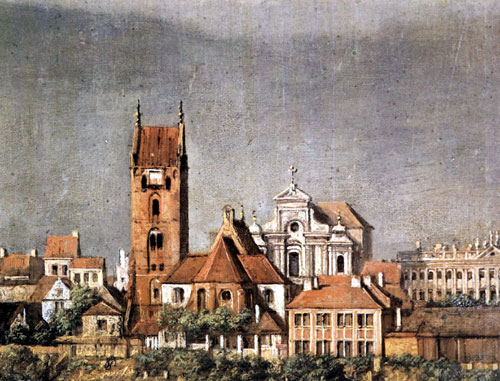
Auf dem Gemäldeausschnitt Bernardo Bellottos von 1770 ist die Rückseite des weißen Palastes rechts neben der ebenfalls weißen Franziskaner-Kirche erkennbar

Der Sapieha-Palast, auch Sapieha-Kasernen genannt (polnisch: Pałac Sapiehów oder Koszary Sapieżyńskie), befindet sich in der sogenannten Neustadt des Warschauer Innenstadtdistrikts. Ursprünglich als eine weitläufige Magnatenresidenz errichtet, dient er heute als Schule. Die Anschrift lautet Ulica Zakroczymska 6. Rund 50 Meter nördlich liegt die Staatliche Wertpapierdruckerei, im Süden grenzt der Garten des ehemaligen Mokrowski-Palais (heute: Hotel Le Regina) an den früheren Palastpark (heute Schulhof mit Sportanlagen).

## Geschichte
An der Stelle stand seit Beginn des 18. Jahrhunderts das ländliche Herrenhaus von Sebastian Rybczyński, einem Dekretschreiber am königlichen Hof. Im Jahr 1725 erwarb der damalige Kastellan von Troki, Jan Fryderyk Sapieha das Anwesen und beschloss, an seiner Stelle eine fürstliche Residenz zu errichten. Als Architekt wurde Johann Sigmund Deybel beauftragt, der einen spätbarocken Entwurf im Stile des Hôtel particulier fertigte. Von 1731 bis 1734 wurden in einem ersten Schritt der Kernbau und zwei kurze Flügel errichtet, die somit einen kurzen Ehrenhof flankierten. Nach dem Erwerb von Nachbargrundstücken wurden in den Jahren 1736 bis 1746 die Flügel durch querliegende Anbauten entlang der Zakroczymska nach Norden und Süden erweitert. Zur Straße hin schloss ein heute nicht mehr vorhandenes Tor den Ehrenhof ab. Nach Fertigstellung war der Palast einer der größten Warschaus.

### Kaserne
Im Jahr 1817 verkaufte die Familie Sapieha den Palast an die polnische Regierung. In Folge wurde er von 1818 bis 1820 zu einer Kaserne umgebaut. Der Umbauentwurf im Neorenaissancestil von Wilhelm Heinrich Minter sah unter anderem die Entfernung der prächtigen spätbarocken Dekorationen vor. Im Gebäude wurde das polnische 4. Infanterieregiment, die sogenannte „Czwartaki“-Einheit (polnisch: 4 Pułk Piechoty Liniowej - „Czwartaków“) stationiert. Da das Regiment im Novemberaufstand auf polnischer Seite kämpfte, wurde die Kaserne nach dessen Niederschlagung von einem russischen Regiment belegt. Diese Einheit verblieb hier bis zum Ersten Weltkrieg. Auch in der Zeit zwischen den Kriegen diente das Gebäude dem (jetzt wieder polnischen) Militär, teilweise als Krankenhaus (1. Szpital Okręgowy im. Marszałka Józefa Piłsudskiego).

### Zweiter Weltkrieg und Nachkriegszeit
Im Zweiten Weltkrieg geriet das Gebäude während des Warschauer Aufstandes in Brand und wurde großteils zerstört. Nach dem Krieg wurde es von 1951 bis 1955 mit der Fassade und äußeren Form des 18. Jahrhunderts als Grundschule nach einem Entwurf von Maria Zachwatowicz wiederaufgebaut. Anstelle der vormals männlichen Büsten wurden diese nun weiblich nach den Töchtern der Wiederaufbau-Architektin gestaltet. Der spätbarocke Palast ist dreigeschossig, das Corps de Logis verfügt über einen rechteckigen Grundriss mit zum Hof angeschränkten Eckrisaliten. Ein dreieckiger Ziergiebel mit reichhaltiger Dekoration befindet sich über einem den Eingang überragenden Balkon im ersten Stock. Heute befindet sich in dem Gebäude eine Schule für hörgeschädigte Kinder (polnisch: Ośrodek Szkolno - Wychowawczy dla Dzieci Słabosłyszących nr 15 im. O. Lipkowskiego).